# Pentimento (film 1984)
Pentimento (in russo Покаяние?, Pokajanie; in georgiano მონანიება?, Monanieba) è un film del 1984 diretto da Tengiz Abuladze.
Pellicola sovietica vincitrice del Grand Prix Speciale della Giuria al 40º Festival di Cannes. Con Pentimento, si concluse la trilogia che aveva inaugurato la maturità dell'artista: dopo essersi soffermato con acuta sensibilità e pregnante simbolismo sull'eterno problema del conflitto fra l'individuo e la comunità in cui vive, calandolo in un ancestrale mondo pastorale prima (La supplica, 1968) e nel conformismo di un villaggio contadino pre-rivoluzionario poi (L'albero dei desideri,1977), Abuladze lo declina nella sua più drammatica espressione, quella segnata dall'avvento di una società totalitaria e poi post-totalitaria, dilaniate fra resistenza e compiacenza, fra perpetuazione di verità e memoria e criminale dimenticanza e negazione.

## Trama
Una donna viene processata, rea di aver dissotterrato per tre volte la salma di Varlam Aravidze, acclamato borgomastro di una città georgiana. Durante il processo, la donna proclama con orgoglio il suo intento: riesumare la memoria del dispotico regime instaurato dal defunto Varlam, già concordemente e pacificamente rimossa dalla stessa comunità che lo aveva sostenuto, e denunciarne le colpe.

## Produzione
Realizzato nel 1984, il film venne distribuito solo a partire dalla fine del 1986, grazie alla glasnost' di Michail Gorbačëv che lo fece circolare: partecipò quindi a diverse edizioni di Festival internazionali del 1987 e del 1988.

## Riconoscimenti
- 1987 - Festival di Cannes
  - Grand Prix Speciale della Giuria
  - Premio FIPRESCI
  - Premio della giuria ecumenica

Al successo di critica internazionale va aggiunto il Premio Lenin, uno dei più importanti riconoscimenti artistici sovietici, assegnato al regista Tengiz Abuladze a seguito di questo film.